# Pitică roșie

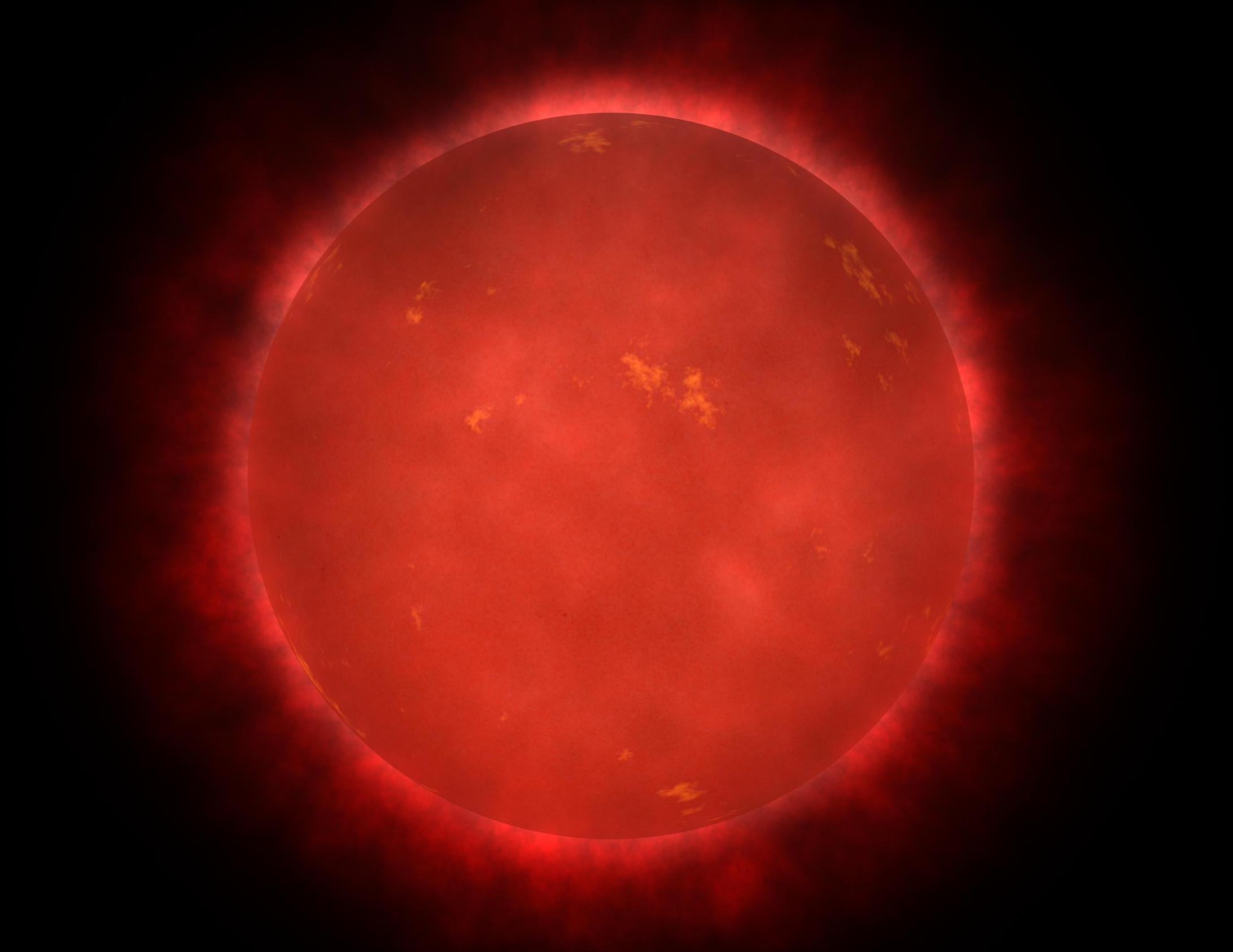
concepție artistică. Stelele tip pitică roșie constituie majoritatea stelelor din Univers

Conform diagramei Hertzsprung-Russell, o stea pitică roșie este o stea mică și relativ rece, din secvența principală, de tip spectral M sau K târzie.
Ele constituie marea majoritate a stelelor și au o masă mai mică decât jumătate din masa Soarelui (până la aproximativ 0.075 mase solare, mai jos de această masă sunt stelele tip pitică cenușie).
Stelele roșii pitice reprezintă 80% din cele 200-400 de miliarde de astre din galaxia noastră.
Au o temperatură la suprafață mai mică de 4000 K.  
În februarie 2013, astronomii de la Centrul de astrofizică al Universității Harvard din Statele Unite afirmă că 6% dintre piticele roșii au în jurul lor planete cu mărimi comparabile cu cea a Terrei și care sunt potențial locuibile.

## Exemple
- Gliese 445
- Ross 128